# Pałac Tyszkiewiczów w Zatroczu
Pałac Tyszkiewiczów w Zatroczu – pałacyk w Zatroczu, obecnie dzielnicy Troków na Litwie.
Zatrocze (obecna litewska nazwa: Užutrakis) było w 1850 roku folwarkiem będącym własnością rodziny Korewów, liczącym 795 dziesięcin ziemi i zamieszkałym przez 33 osoby. Pod koniec XIX wieku dobra te zostały nabyte przez Tyszkiewiczów. Józef hr. Tyszkiewicz (1868–1917) na przełomie wieków wzniósł tu pałac nad brzegiem Jeziora Trockiego (obecnie Galwe) i założył ordynację. Pierwszym ordynatem był Józef, a kolejnym, ostatnim, do 1940 roku, był jego syn Andrzej Tyszkiewicz (1899–1977).
Pałac został zaprojektowany przez Józefa Hussa i wzniesiony w latach 1896–1901. Jest to budynek stojący na planie kwadratu, z dwiema kondygnacjami nad jasnymi suterenami. Na parterze było piano nobile, a pomieszczenia mieszkalne – na niskim piętrze. 
Pałac był otoczony wielkim parkiem rozciągniętym wzdłuż brzegu jeziora. Prawa strona miała charakter ogrodów angielskich, lewa natomiast miała charakter ogrodu francuskiego, zaprojektowanego przez francuskiego ogrodnika Édouarda André. 
W 1940 roku majątek został skonfiskowany przez władze radzieckie. Po II wojnie światowej pałac przekształcono na pensjonat dla oficerów KGB. Później był tu obóz pionierski dla dzieci wysoko postawionych urzędników, a jeszcze później urządzono tu ośrodek turystyczny. Po odzyskaniu niepodległości przez Litwę pałac wraz z całym parkiem przekazano Trockiemu Historycznemu Parkowi Narodowemu. W latach 2006–2012 przeprowadzono rekonstrukcję i gruntowny remont zarówno pałacu, jak i całego założenia parkowo-pałacowego. Remont był częściowo finansowany przez polskie Ministerstwo Kultury i Dziedzictwa Narodowego. Obecnie w pałacu odbywają się wystawy, koncerty, festiwale i inne imprezy kulturalne.
Pałac w Zatroczu został opisany w 3. tomie Dziejów rezydencji na dawnych kresach Rzeczypospolitej Romana Aftanazego.

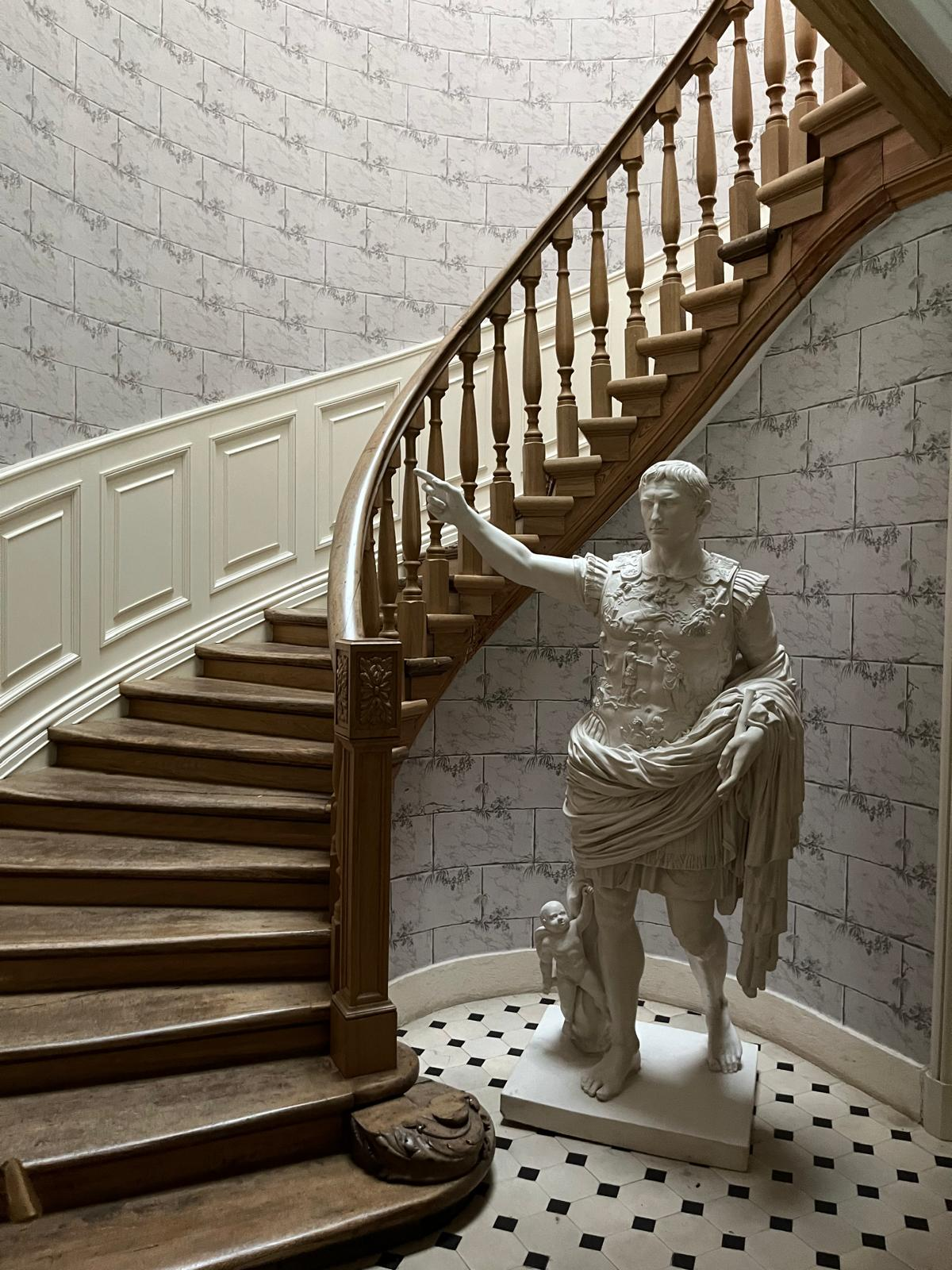
Oryginalna klatka schodowa
w pałacyku (2024)